# Neoguraleus oruaensis
Neoguraleus oruaensis é uma espécie de gastrópode do gênero Neoguraleus, pertencente a família Mangeliidae.